# Rystads distrikt
Rystads distrikt är ett distrikt i Linköpings kommun och Östergötlands län. 
Distriktet ligger nordost om Linköping. 

## Tidigare administrativ tillhörighet
Distriktet inrättades 2016 och utgörs av socknen Rystad i Linköpings kommun.
Området motsvarar den omfattning Rystads församling hade vid årsskiftet 1999/2000.